# Гарри Бауэр Родригес
Га́рри Ба́уэр Родри́гес (англ. Harry Bauer Rodrigues) также известный под псевдонимом «Baauer» — американский музыкальный продюсер и диджей. Наибольшую известность получил благодаря своему хиту «Harlem Shake».

## Биография
Родился 30 апреля 1989 года в Западной Филадельфии, штат Пенсильвания, США. Его отец был финансовым консультантом в международной компании, поэтому Гарри приходилось часто переезжать из одной страны в другую: в возрасте с 4 до 7 лет жил в Германии, с 7 до 13 лет в Лондоне, в возрасте с 13 до 17 лет жил в Вестпорте в Коннектикуте, где до 2006 года учился в Staples High School, потом ещё один год учился в American School в Лондоне. В 2007 году Baauer переехал в Нью-Йорк, чтобы учиться аудиотехнологиям в Сити-колледже, где во время своего двухгодичного обучения проживал в Гарлеме, как в самом университетском городке, так и за его пределами. В 2009 году поселился в Бруклине в районе Бушуик.

## Карьера
По словам самого Baauer`а, свою музыку он начал писать с 13 летнего возраста, в основном в жанрах электро и хаус. Один из первых треков был выпущен под псевдонимом Captain Harry, который исполнил Kissy Sell Out на радиостанции BBC Radio 1. Также Baauer выпустил ряд ремиксов на песни таких групп, как Nero, The Prodigy, No Doubt. В 2012 году после подписания контракта с лейблом LuckyMe, представил свой дебютный мини-альмом Dum Dum с тремя треками.
22 мая 2012 года на лейбле Mad Decent/Jeffrees был выпущен сингл Harlem Shake, который принёс всемирную известность Baauer`у после появления в феврале 2013 года на YouTube пародийных роликов, где композиция использовалась в качестве единственного музыкального сопровождения.
Совместно с известным хип-хоп-продюсером Just Blaze создал трек «Higher». В январе и феврале 2013 года оба продюсера провели совместный тур.

## Дискография

### Синглы
| Название                            | Год  | Позиция в чарте | Позиция в чарте | Позиция в чарте | Позиция в чарте | Позиция в чарте | Позиция в чарте | Позиция в чарте | Позиция в чарте | Позиция в чарте | Позиция в чарте | Альбом      |
| Название                            | Год  | США             | АВС             | АВТ             | БЕЛ             | КАН             | ИРЯ             | НИД             | НОЗ             | ШВА             | ВЕЛ             | Альбом      |
| ----------------------------------- | ---- | --------------- | --------------- | --------------- | --------------- | --------------- | --------------- | --------------- | --------------- | --------------- | --------------- | ----------- |
| «Iced Up» (featuring BHB)           | 2011 | —               | —               | —               | —               | —               | —               | —               | —               | —               | —               | Без альбома |
| «Samurai»                           | 2011 | —               | —               | —               | —               | —               | —               | —               | —               | —               | —               | Без альбома |
| «Harlem Shake»                      | 2012 | 1               | 1               | 9               | 2               | 6               | 5               | 5               | 1               | 8               | 3               | Без альбома |
| «Dum Dum»                           | 2012 | —               | —               | —               | —               | —               | —               | —               | —               | —               | —               | DumDum      |
| «Higher» (featuring Just Blaze)     | 2013 | —               | —               | —               | —               | —               | —               | —               | —               | —               | —               | Без альбома |
| «—» не попал в чарт или не выпущен. |      |                 |                 |                 |                 |                 |                 |                 |                 |                 |                 |             |

### Ремиксы
| Год  | Название               | Исполнитель                      |
| ---- | ---------------------- | -------------------------------- |
| 2012 | Talk                   | Kureger                          |
| 2012 | Girls                  | Abel                             |
| 2012 | Neva Knew              | Obey City                        |
| 2012 | Rollup                 | Flosstradamus                    |
| 2012 | Slurring               | Райан Хемсворт                   |
| 2012 | Settle Down            | No Doubt                         |
| 2012 | Won’t You (Be There)   | Nero                             |
| 2012 | Mindfields             | The Prodigy                      |
| 2012 | Move to the Ocean      | Brick + Mortar                   |
| 2012 | Winter Is All Over You | First Aid Kit                    |
| 2013 | Attracting Flies       | AlunaGeorge                      |
| 2013 | You & Me               | Disclosure feat. Eliza Doolittle |